# Norra Hamngatubron

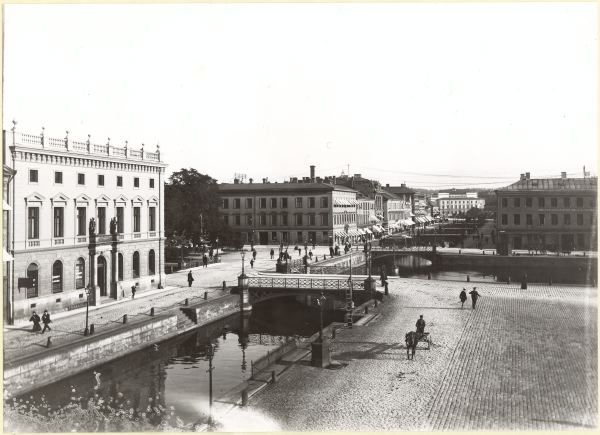
Norra Hamngatubron sedd från Östra Hamngatans norra del och Gustaf Adolfs torg.

Norra Hamngatubron var en bro över Östra Hamnkanalen i linje med Norra Hamngatan i stadsdelen Nordstaden i Göteborg. Bron band samman Gustaf Adolfs torg med Brunnsparken. 
Bron fick troligen sitt namn 1882, och revs 1936 då Östra Hamnkanalen fylldes igen. Ett äldre samt även parallellt namn på bron (läs; tidigare broar, då den "välvdes av sten" 1673) är Gustaf Adolfsbron, eller "Bron vid Spaldings hörna", även "Liedgrens hörna" senare "Elggrens hörna".